# Литовский лейб-гвардии полк

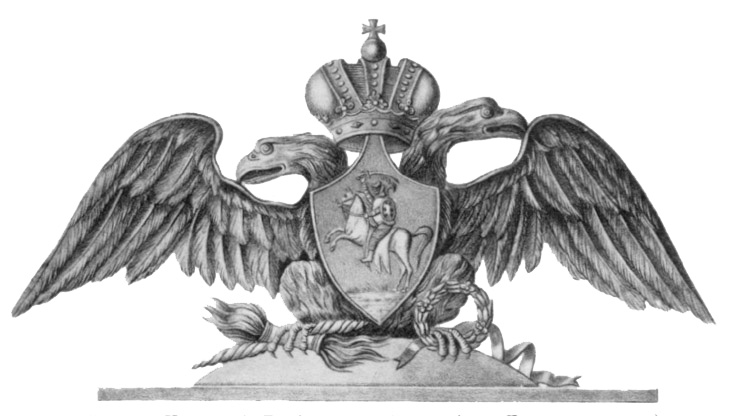
Гвардейский киверной герб, установленный в 1818 году для Лейб-гвардии Литовского полка

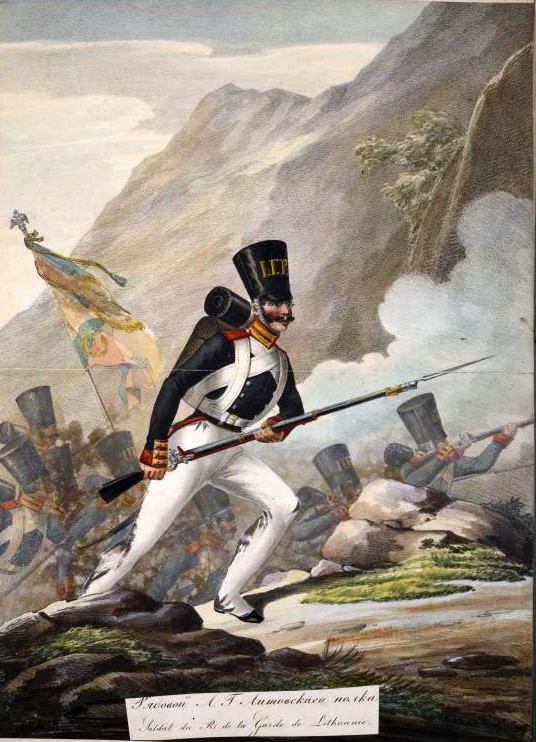
Лейб-гвардии Литовский полк. 1830 год.

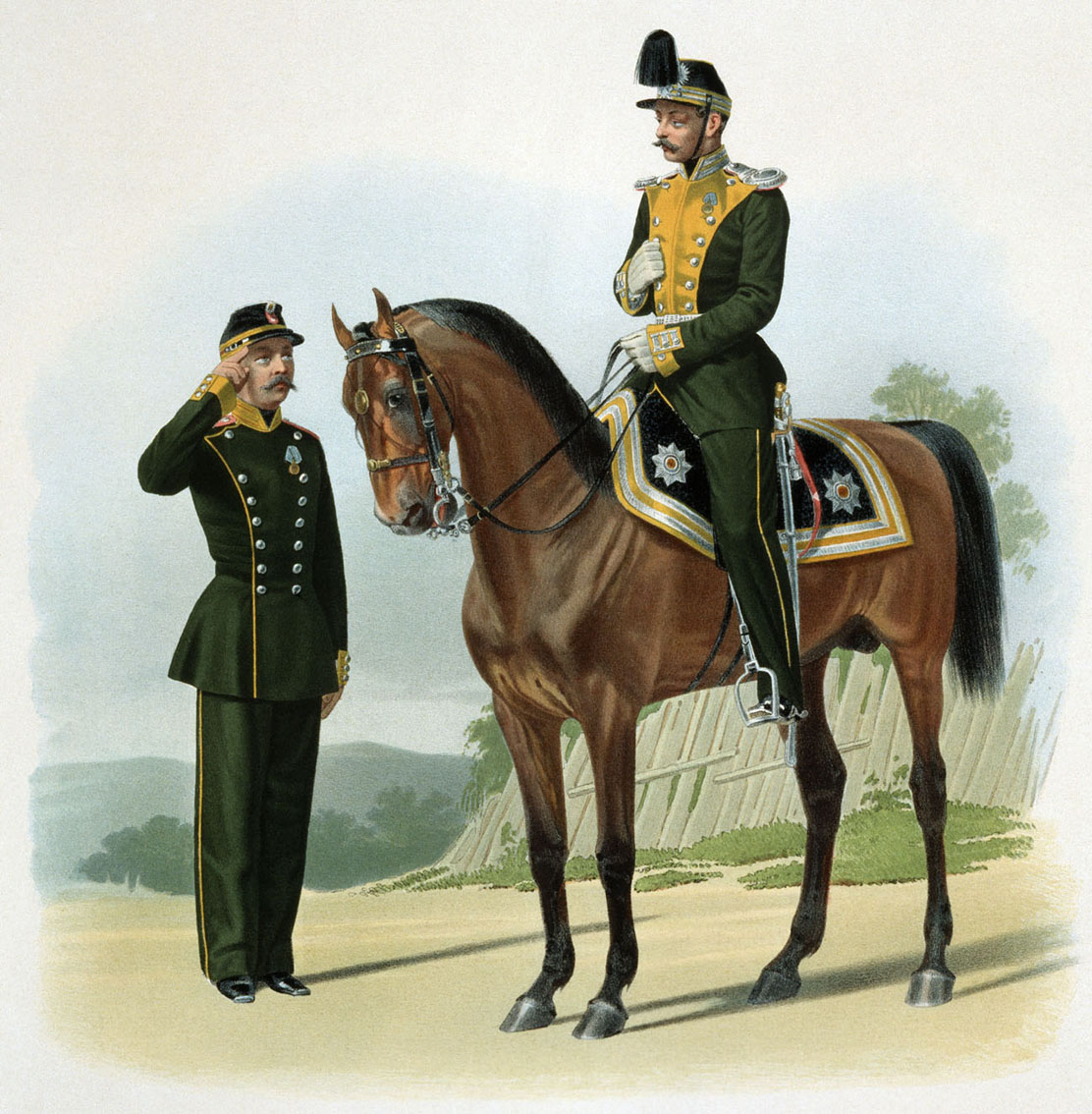
Рядовой и адъютант Лейб-гвардии Литовского полка (в повседневной и парадной формах), 1862 г.

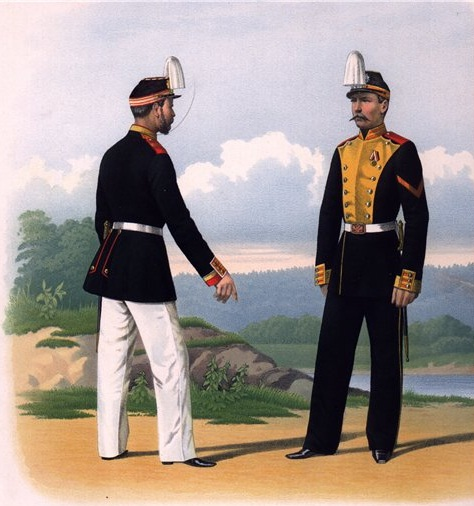
Губарев П. К. Унтер-Офицер Л. Гв. Измайловского и Рядовой Л. Гв. Литовского полков. 1872 г.

Лейб-гвардии Литовский полк — пехотный полк Российской Императорской гвардии. 
Полк, трёхбатальонного состава, сформирован 12 октября 1817 году из находившегося в Варшаве при Цесаревиче Константине Павловиче третьего (1) батальона прежнего Лейб-Гвардии Литовского полка (переименованного тогда же в лейб-гвардии московский), с добавлением из других полков уроженцами Царства Польского, тогда же ему присвоены права и преимущества старой гвардии. На гвардейском знаке, в отличие от прочих гвардейских полков, на щите у двуглавого орла вместо Георгия Победоносца помещался старинный герб Великого княжества Литовского «Погоня».

## История
Один из прославленных полков русской армии. Сформирован в ноябре 1811[уточнить] года в составе 3 батальонов, входил в Гвардейскую пехотную дивизию. Принимал участие в Отечественной войне 1812 года. Боевое крещение получил в Бородинском сражении, отличившись при отражении атаки французских кирасир и обороне высоты у Семёновского оврага. М. И. Кутузов отмечал, что в сражении при Бородино Литовский и Измайловский лейб-гвардии полки «…покрыли себя славой в виду всей армии»

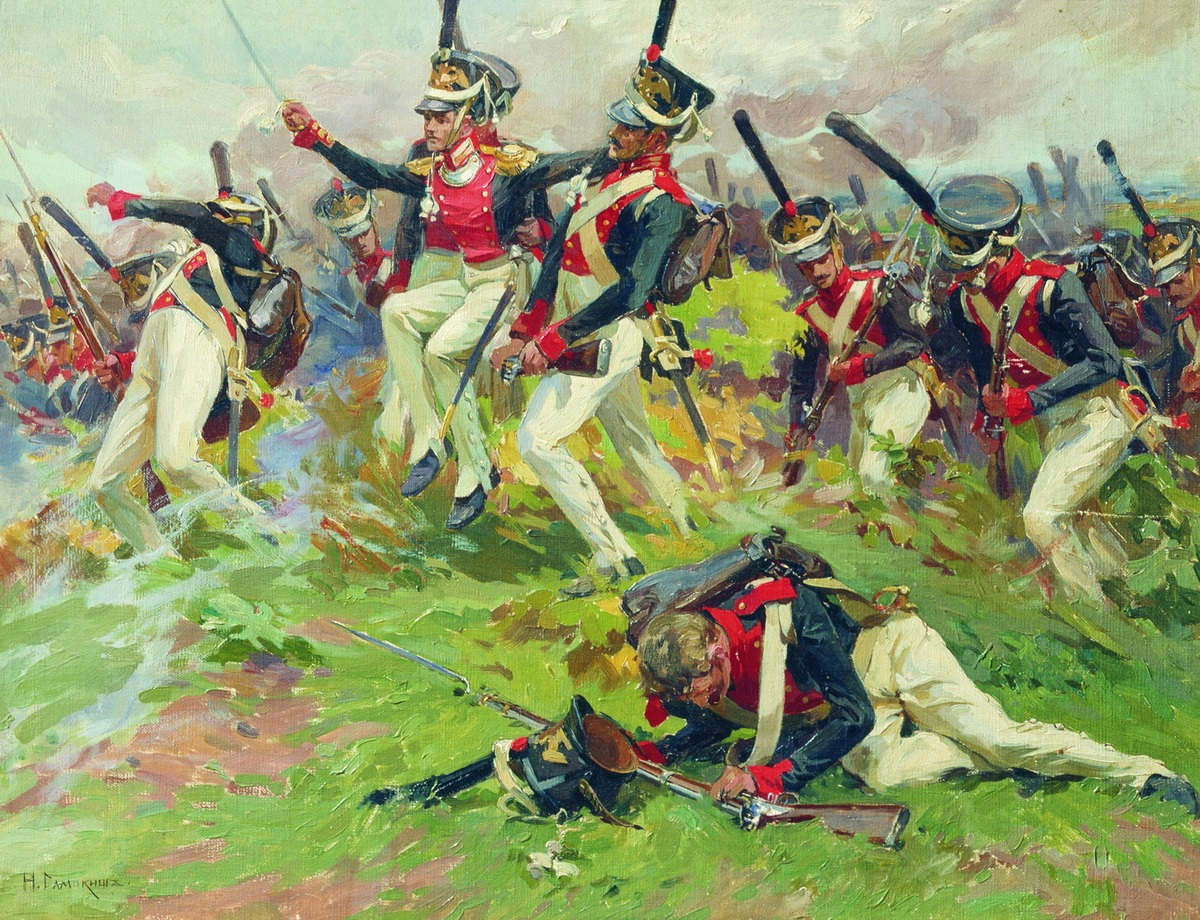
Николай Самокиш. Атака лейб-гвардейского Литовского полка.

В составе русской гвардии полк участвовал в сражении под Малоярославцем и преследовании французов. За мужество и героизм все батальоны полка в 1813 году были награждены георгиевскими знамёнами с надписью: «За отличия при поражении и изгнании неприятеля из пределов России 1812 г.». Во время заграничного похода русской армии в 1813 году полк участвовал в Лютценском, Бауценском, Дрезденском, Лейпцигском сражениях и в сражении под Кульмом.
12 октября 1817 года при чествовании пятой годовщины изгнания захватчиков из Москвы и закладке храма Христу Спасителю в честь победы над наполеоновской армией, в ознаменование особых подвигов оказанных полком в Бородинском сражении и обороне Москвы, Лейб-гвардии Литовский полк переименован в Лейб-гвардии Московский полк.
- 12.10.1817 — из находившегося в Варшаве с 1814 года в Гвардейским отряде при цесаревиче Константине Павловиче 3-го батальона Лейб-гвардии Литовского полка, с добавлением из других полков уроженцев Царства Польского, сформирован новый Лейб-гвардии Литовский полк на правах и преимуществах Старой гвардии.
- 16.04.1818 — полк приведён в состав 2 батальонов, в каждом 1 гренадерская и 3 фузилёрные роты.
- 04.01.1831 — при полку сформирован резерв из 2 рот.
- 25.07.1831 — полк причислен к составу Отдельного Гвардейского корпуса.
- 16.11.1831 — резерв переформирован во 2-й батальон, а бывший 2-й батальон переименован в 3-й.
- 15.03.1832 — полк прибыл в Санкт-Петербург и Ораниенбаум.
- 25.01.1842 — для составления запасных войск повелено иметь 4-й батальон из бессрочно-отпускных нижних чинов в кадровом составе.
- 10.03.1854 — 4-й запасный батальон перечислен в 4-й действующий; сформирован 5-й запасный батальон.
- 20.08.1854 — 5-й запасный батальон перечислен в резервный; сформирован 6-й запасный батальон.
- 17.09.1854 — 4-й действующий, 5-й резервный и 6-й запасный батальоны выделены в состав лейб-гвардии Литовского резервного полка.
- 09.02.1856 — из лучших стрелков полка для каждого батальона сформирована по одной стрелковой роте.
- 06.08.1856 — полк приведён в состав 3 батальонов с 3 стрелковыми ротами.
- 19.08.1857 — 3-й батальон переименован в резервный и на мирное время распущен.
- 22.09.1862 — полк переведён обратно в Варшаву.
- 30.04.1863 — сформирован 3-й батальон и назван действующим.
- В 1867 полк (без 3-го батальона) был переименован в Лейб-гвардии Московский полк, а 3-й батальон послужил основой для формирования нового полка прежнего наименования.
- 06.02.1875 — из стрелковых рот полка сформирован 4-й батальон в составе 4 рот.
- 07.08.1877 — сформирован запасный батальон.
- 15.09.1878 — запасный батальон расформирован.
- В русско-турецкой войне 1877—1878 годов полк сражался под Телишeм, осаждал Плевну. После падения последней совершил трудный зимний переход через Балканские горы и участвовал в боях под Ташкисеном, при Дольных Комарцах, под Петричевом и под Филиппополем (ныне Пловдив). Особенно отличился в бою под Карагачем (восточнее Филиппополя), где захватил 23 турецких орудия. За героизм, проявленный в боях с турецкими войсками, личный состав полка был удостоен почётной надписи на головные уборы: «За Филиппополь 3, 4 и 5 января 1878».
- 18.07.1914 — в связи с мобилизацией полка сформирован запасный батальон
- В период 1-й мировой войны полк в составе 3-й гвардейской пехотной дивизии принимал участие в боевых действиях на Северо-Западном, Западном и Юго-Западном фронтах. Бился на Стоходе в июле 1916 г.[5]
- С 04.03.1917 — Гвардии Литовский полк.
- 09.05.1917 — запасный батальон развёрнут в Гвардии Литовский резервный полк (пр. по Петроградскому военному округу № 262)
- 03.04.1918 — действующий полк расформирован (приказ Московского областного комиссариата по военным делам от 3.04.1918 № 139)
- 31.05.1918 — гвардии Литовский резервный полк расформирован (приказ Комиссариата по военным делам Петроградской трудовой коммуны от 7.06.1918 № 137)

## Шефы полка
Шеф полка (почётный командир):
- 12.10.1817 — 15.06.1831 — великий князь цесаревич Константин Павлович
- 25.06.1831 — 28.08.1849 — великий князь Михаил Павлович
- 06.11.1856 — 04.03.1917 — великий князь Николай Николаевич Младший
- 26.07.1872 — 08.01.1874 — генерал-фельдмаршал граф Берг, Фёдор Фёдорович (2-й шеф)

## Командиры полка
(Командующий в дореволюционной терминологии означал временно исполняющего обязанности начальника или командира. С 1820-х годов должности командира гвардейского полка соответствовал чин генерал-майора, и при назначении на эту должность полковников они оставались командующими до момента своего производства в генерал-майоры).

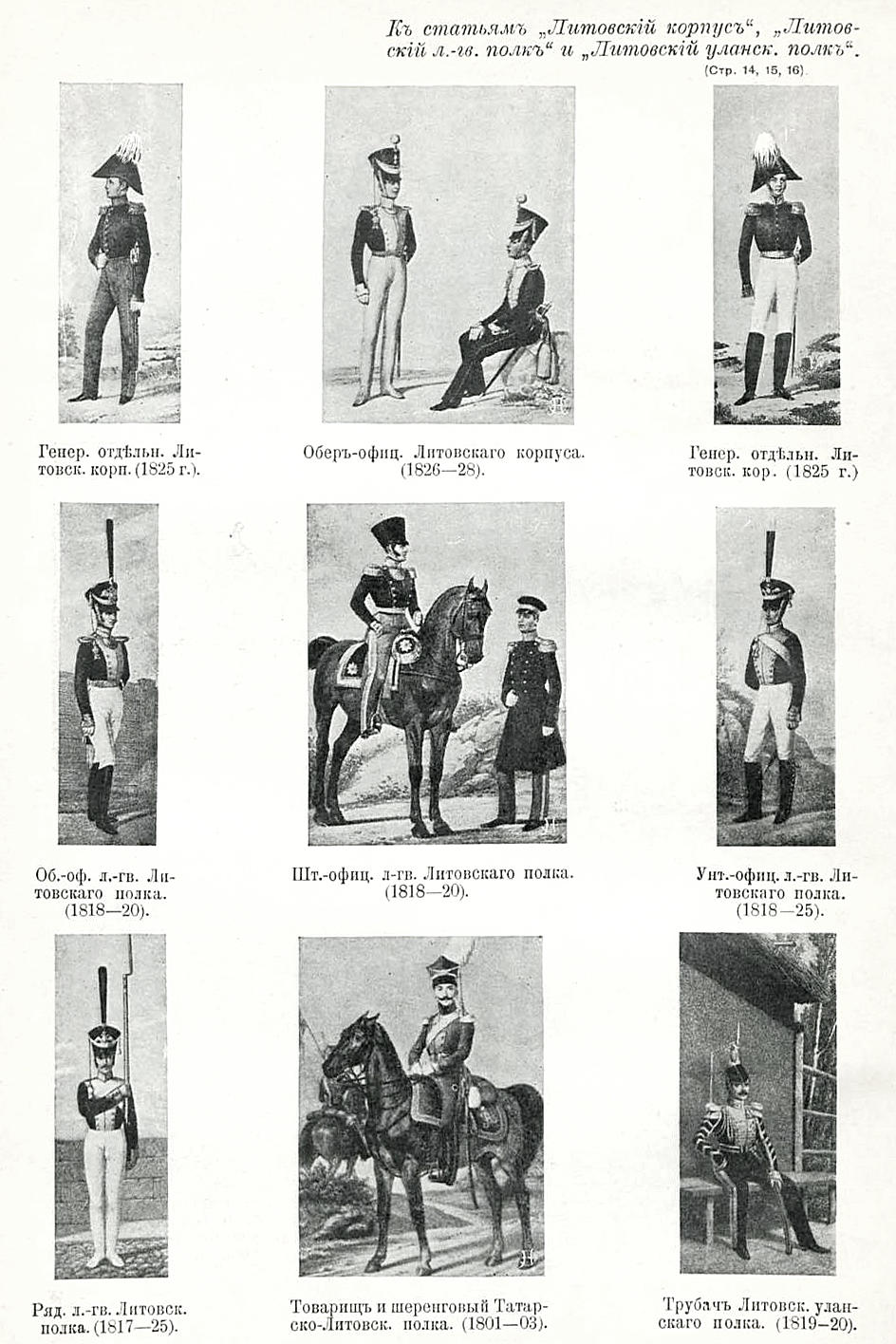
Рис. из «Военной энциклопедии»

- 22.01.1818 — 01.06.1829 — генерал-майор Кишкин, Василий Михайлович
- 28.07.1829 — 24.10.1831 — генерал-майор Энгельман, Карл Михайлович
- 24.10.1831[6] — 22.09.1841 — генерал-майор де Витте, Павел Яковлевич
- 22.09.1841[7] — 06.12.1849 — генерал-майор (с 03.04.1849 генерал-лейтенант) Аммондт, Василий Антонович
- 06.12.1849 — 04.05.1855 — генерал-майор барон Зальца, Николай Антонович
- 04.05.1855 — 23.11.1855 — командующий генерал-майор Фёдоров, Дмитрий Петрович
- 23.11.1855 — 18.06.1863 — генерал-майор барон Меллер-Закомельский, Николай Иванович
- 18.06.1863 — 17.07.1864 — генерал-майор Фуругельм, Оттон Васильевич
- 19.07.1864 — 30.08.1869 — генерал-майор Каталей, Василий Васильевич
- 30.08.1869 — 17.08.1874 — Свиты Его Величества генерал-майор барон Корф, Андрей Николаевич
- 17.04.1874 — 01.12.1878 — флигель-адъютант полковник (с 18.12.1877 Свиты Его Величества генерал-майор) барон Арпсгофен, Карл-Владимир Генрихович
- 01.12.1878 — 20.11.1886 — генерал-майор Водар, Александр Карлович
- 30.11.1886 — 08.02.1895 — генерал-майор Вейс, Константин Александрович
- 08.03.1895 — 13.12.1898 — генерал-майор барон фон Котен, Густав-Аксель Фердинандович
  - 20.12.1898 — 22.04.1899 — полковник Петеров, Эрнест-Яков Касперович (временно командующий)
- 20.03.1899 — 27.01.1901 — генерал-майор Пашков, Михаил Алексеевич
- 22.03.1901 — 30.04.1903 — генерал-майор Всеволожский, Андрей Дмитриевич
- 09.06.1903 — 30.08.1908 — генерал-майор Олохов, Владимир Аполлонович
- 10.10.1908 — 31.12.1913 — генерал-майор Шереметов, Александр Васильевич
- 31.12.1913 — 24.06.1915 — генерал-майор Шильдбах, Константин Константинович
- 24.06.1915 — 28.10.1916 — генерал-майор Кононович, Иосиф Казимирович
- 28.10.1916 — 10.08.1917 — генерал-майор Разгильдеев, Вадим Петрович
- 10.08.1917 — 22.10.1917 — командующий полковник Эйсмонт, Михаил Николаевич
- 22.10.1917 — 25.10.1917 — командующий полковник Амелунг, Борис Владимирович
- 25.10.1917 — 02.12.1917 — командующий полковник Корсак, Владимир Викторович
- 02.12.1917 — 21.02.1918 — капитан Колчигин, Богдан Константинович
- 21.02.1918 — 12.03.1918 — полковник Эйсмонт, Михаил Николаевич

## Известные люди, служившие в полку

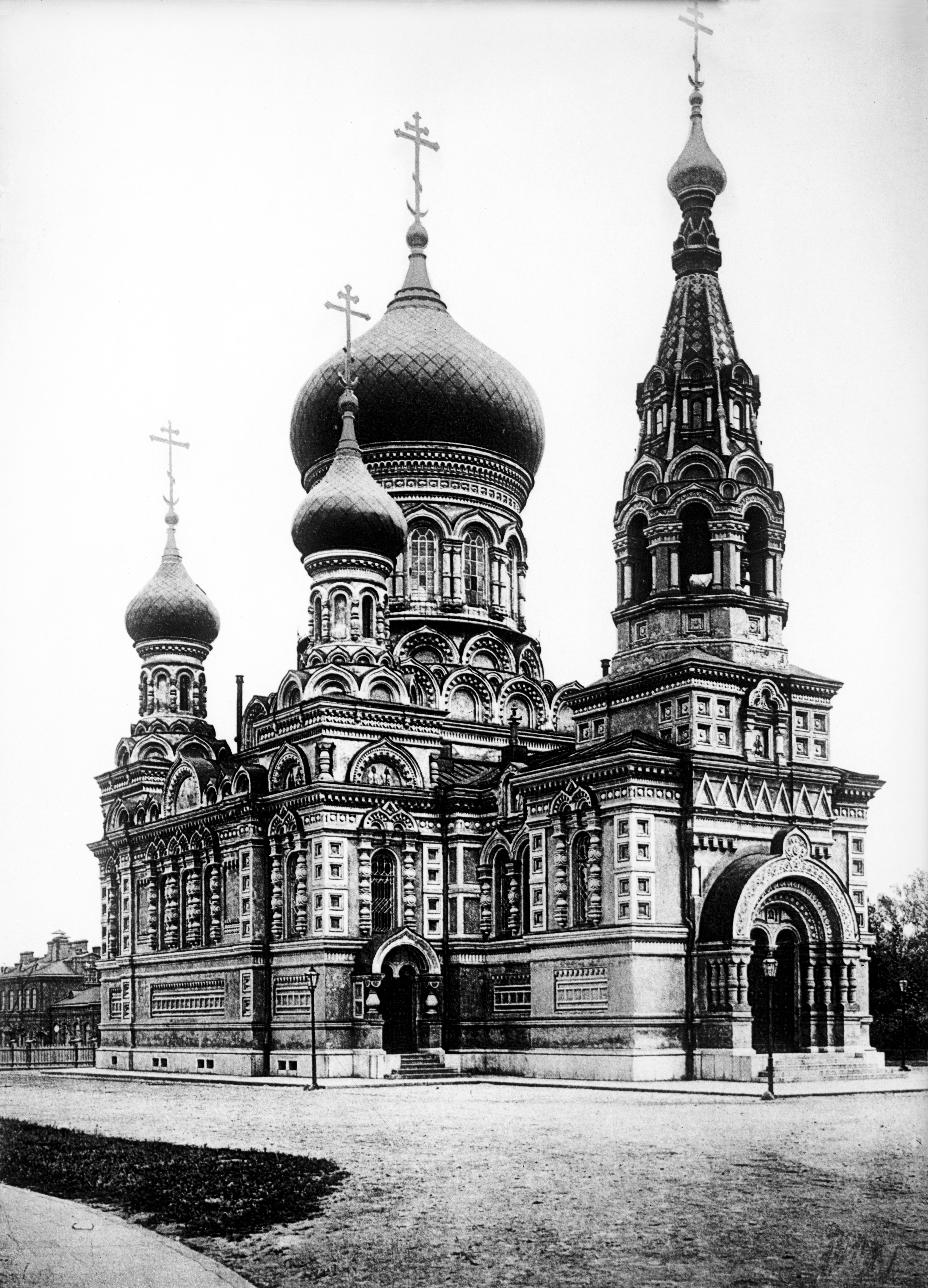
Полковая церковь Михаила Архангела в Варшаве.

- Андреев, Владимир Семёнович (1896—1971) — советский военачальник, генерал-майор.
- Акимов, Василий Петрович — Генерального штаба генерал-лейтенант, начальник 1-го Павловского военного училища.
- Батезатул, Николай Михайлович — генерал, участник Крымской войны и Кавказских походов.
- Габбе, Пётр Андреевич — писатель, поэт, участник Отечественной войны 1812 года.
- Говоров, Яков Иванович — военный врач, участник Отечественной войны 1812 года.
- Журавлёв, Арсений Степанович — генерал-майор.
- Иолшин, Михаил Александрович — генерал-лейтенант, участник Кавказских походов и русско-турецкой войны 1877—1878 гг.
- Ияс, Александр Иванович — дипломат, востоковед.
- Коссинский, Владимир Дмитриевич — генерал-лейтенант, военный писатель.
- Лишин, Андрей Фёдорович — генерал-лейтенант, директор Санкт-петербургского строительного училища (СПбГАСУ).
- Макшеев, Алексей Иванович — генерал-лейтенант, географ, востоковед, специалист по военной статистике.
- Меженинов, Сергей Александрович — советский военачальник.
- Новицкий, Евгений Фёдорович — Генерального штаба генерал-лейтенант.
- Одинцов, Алексей Алексеевич — генерал от инфантерии, Нижегородский военный губернатор.
- Слепцов, Николай Павлович — генерал-майор, герой Кавказских походов.
- фон Таубе, Максим Антонович — генерал от артиллерии, член Государственного Совета.
- Шарков, Поликарп Павлович — военврач, статский советник.
- Шелковников, Иван Яковлевич — генерал от инфантерии, герой русско-турецкой войны 1877—1878 гг.
- Эйхен, Фёдор Фёдорович — генерал-майор.
- Юденич, Николай Николаевич — генерал от инфантерии, командующий Северо-Западной Добровольческой Армией.
- Лиепиньш, Янис Петрович — полковник латвийской армии и генерал-майор советской армии.